# Гаспарян, Левон Аветисович
Левон (Леон) Аветисович Гаспарян (арм. Լևոն Ավետիսի Գասպարյան; 24 февраля 1884, Александрополь, Эриванская губерния — 1953, Ленинград) — советский скульптор армянского происхождения.

## Биография
Левон Гаспарян родился 24 февраля 1884 года в Александрополе (ныне Гюмри, Армения) в семье рабочего. С 16 лет работал каменщиком. В 1913 году за счёт города был командирован в Санкт-Петербург Центральное училище технического рисования барона Штиглица, которое окончил в 1917 году. В 1922 году поступил в ленинградский Вхутеин (бывшую Императорскую Академию художеств). Учился у В. В. Лишева. В 1926 году окончил обучение, защитив дипломную работу «Каменолом». Был оставлен при академии, и в 1927 году окончил медальерное отделение при скульптурном факультете.
С 1922 года принимал участие в художественных выставках. Жил и работал в Ленинграде. С 1932 года работал в художественном фонде и в кооперативе «Изо». В 1950 году преподавал в Ленинградском художественно-промышленном техникуме. Умер в Ленинграде в 1953 году.

## Работы
- Красноармеец-курд (камень, 1932)[1]
- Каменотёс (гипс, 1932, ГРМ)[1]
- Встреча иностранных гостей (барельеф, гипс, 1935)[1]
- В. П. Чкалов (бюст, гипс, 1937, Бурятский музей изобразительных искусств; вариант — камень)[1]
- А. И. Микоян (бюст, гипс, 1938)[1]
- Гранатомётчик (гипс, 1943)[1]
- Возвращение к семье (гипс, 1945)[1]
- Изобретатель радио А. С. Попов (гипс, 1945)[1]
- Мемориальная доска Г. Е. Грум-Гржимайло (мрамор, 1946, Санкт-Петербург, ул. Графтио, 2б)[5].
- Ф. Э. Дзержинский (гипс, 1947)[1]
- М. И. Калинин (барельеф, гипс, 1948, Государственный музей городской скульптуры)[6]
- Боксёр (бетон, 1949, парковая скульптура)[1]